# Последний дюйм
«Последний дюйм» — советский цветной художественный приключенческий фильм-драма, снятый на киностудии «Ленфильм» в 1958 году режиссёрами Теодором Вульфовичем и Никитой Курихиным по одноимённому рассказу Джеймса Олдриджа.

## Сюжет
Послевоенные годы, побережье Северной Африки. Безработному лётчику Бену Энсли предлагают большие деньги за опасную работу — подводные съёмки акул. Бен и его сын Дэви, упросивший отца взять его с собой, летят на дальний безлюдный берег моря. 
Вначале всё идёт хорошо, но во время второго погружения Бен подвергается нападению акул. Тем не менее, выйдя из воды, он, обнаружив, что потерял кинокамеру, повторно опускается за ней и уже полуживой выбирается на берег. Нечеловеческими усилиями Дэви, спасая жизнь себе и отцу, затаскивает его в самолёт и взлетает. Бен, теряя сознание, на ходу учит сына управлять машиной, и тот, преодолевая опасный путь, сажает самолёт на аэродроме — сделав всё правильно до последнего дюйма.

## В ролях
- Слава Муратов — Дэви
- Николай Крюков — Бен Энсли (роль озвучил Юрий Толубеев)
- Михаил Глузский — Джиффорд
- Алиага Агаев — хозяин кафе
- Мухлис Джани-Заде — механик (роль озвучил Сергей Юрский)
- Алексей Розанов — врач
- Иван Дмитриев — посетитель кафе (в титрах не указан)

## Съёмочная группа
- Автор сценария — Леонид Белокуров
- Режиссёры-постановщики — Теодор Вульфович, Никита Курихин
- Главный оператор — Самуил Рубашкин
- Художник — Алексей Рудяков
- Оператор подводных съёмок — Анатолий Попов
- Композитор — Моисей Вайнберг
- Текст песен — Марк Соболь

## Музыкальная дорожка
- «Песню Бена» («Тяжёлым басом гремит фугас…», слова М. А. Соболя, музыка М. С. Вайнберга) исполнил Михаил Рыба[1].

## Награды
- Всесоюзный кинофестиваль (1960, Минск)
  - Первый приз за работу оператора (Самуил Рубашкин)
  - Вторая премия за работу режиссёра (Теодор Вульфович, Никита Курихин)
  - Вторая премия за работу композитора (Моисей Вайнберг)
  - Вторая премия за мужскую роль (Николай Крюков)
  - Вторая премия среди детских фильмов

## Съёмки
- Съёмки фильма проходили на Каспийском море в Азербайджанской ССР, в эпизодах снялись азербайджанские актёры.
- Место действия в оригинальном рассказе Дж. Олдриджа — пустынная местность вблизи рыбацкой деревушки под названием Хургада[2][3], ныне — широко известный курорт, в фильме названо вымышленным именем Маргада.
- В оригинальном рассказе речь идёт о самолёте Taylorcraft Auster, в фильме использован подобный ему советский самолёт Як-12. В 2004 году, на момент публикации в журнале, этот самолёт находился в аэроклубе города Киржач[4].